# Horário do Leste Europeu
| roxa          | Horário dos Açores / Horário de Verão dos Açores (UTC-1 / UTC±0)                    |
| Azul claro    | Horário da Europa Ocidental (UTC±0)                                                 |
| Azul          | Horário da Europa Ocidental / Horário de Verão da Europa Ocidental (UTC±0 / UTC+1). |
| Vermelho      | Horário da Europa Central / Horário de Verão da Europa Central (UTC+1 / UTC+2).     |
| Amarelo claro | Horário de Kaliningrado (UTC+2).                                                    |
| Amarelo       | Horário do Leste Europeu / Horário de Verão do Leste Europeu (UTC+2 / UTC+3).       |
| Verde claro   | Horário da Turquia, Horário de Moscovo (UTC+3).                                     |

Horário do Leste Europeu (também conhecido pela sigla EET, do inglês Eastern European Time) é um dos nomes da zona horária UTC+2, 2 horas acima do Tempo Universal Coordenado. É usado em alguns países da Europa, Norte da África, e países do Oriente Médio. A maioria desses países também usa o Horário de Verão do Leste Europeu (UTC+3) como horário de verão.
Durante o Inverno, os países acima usam o EET, que corresponde a zona horária UTC+2; contudo no Verão, os países acima referidos usam uma hora acima do Horário do Leste Europeu, que corresponde ao Horário de Verão do Leste Europeu (UTC+3), para economizar luz.

## Uso
Um país usa o Horário do Leste Europeu todo o ano:
- Líbia

Os seguintes países, partes de países e territórios usam Horário do Leste Europeu somente durante o inverno:
- Bielorrússia, nos anos 1922-30 e desde 1991
- Bulgária, desde 1894
- Chipre
- Egito
- Estônia, nos anos 1921-40 e desde 1989
- Finlândia, desde 1921
- Grécia, desde 1916
- Israel, desde 1948
- Jordânia
- Letônia, nos anos 1926-40 e desde 1989
- Líbano
- Lituânia, em 1920 e 1989-98 e desde 1999
- Moldávia, nos anos 1924-40 e desde 1991
- Territórios palestinianos
- Romênia, desde 1931
- Síria
- Turquia, desde 1910 menos entre 1978-85
- Ucrânia, nos anos 1924-30 e desde 1990

Moscovo utilizou o EET nos anos 1922-30 e 1991-92. Na Polônia foi utilizado nos anos 1918-22.

## Grandes áreas metropolitanas
- Atenas, Grécia
- Beirute, Líbano
- Braşov, Romênia
- Bucareste, Romênia
- Bursa, Turquia
- Cluj-Napoca, Romênia
- Chişinău, Moldávia
- Damasco, Síria
- Carcóvia, Ucrânia
- Helsinque, Finlândia
- Kiev, Ucrânia
- Lviv, Ucrânia
- Minsk, Bielorrússia
- Nicósia, Chipre
- Riga, Letônia
- Sófia, Bulgária
- Tallinn, Estônia
- Salônica, Grécia
- Timişoara, Romênia
- Vilnius, Lituânia